# تريت هيوي
تريت هيوي (بالإنجليزية: Treat Huey) مواليد 28 أغسطس 1985 في واشنطن العاصمة، هو لاعب كرة مضرب أمريكي بدأ مسيرته كمحترف سنة 2008 يلعب باليد اليسرى. أعلى تصنيف له في الفردي كان المركز الـ 689 في سنة 2009.

## النهائيات

### نهائيات الماسترز 1000

#### الزوجي: 1 (الوصافة 1)
| الحصيلة | السنة | البطولة              | الأرضية | الشريك        | المنافس              | النتيجة          |
| ------- | ----- | -------------------- | ------- | ------------- | -------------------- | ---------------- |
| الوصافة | 2013  | إنديان ويلز للماسترز | صلبة    | يرجي يانوفيتز | بوب براين مايك براين | 3–6, 6–3, [6–10] |

## روابط خارجية
- تريت هيوي على موقع رابطة محترفي التنس (الإنجليزية)
- تريت هيوي على موقع الاتحاد الدولي لكرة المضرب (الإنجليزية)
- تريت هيوي على موقع كأس ديفيز (الإنجليزية)
- تريت هيوي على موقع خلاصة التنس.كوم (الإنجليزية)
- تريت هيوي على موقع إي إس بي إن.كوم (الإنجليزية)